# Бандикуты
Бандику́ты, или су́мчатые барсуки́ (лат. Peramelemorphia) — отряд млекопитающих инфракласса сумчатых, обитающих в Австралии и на Новой Гвинее. 
Это наземные зверьки небольшого или среднего размера, массой от 140 г до 2 кг (большинство видов — около 1 кг). У всех бандикутов длинная остроконечная морда и компактное туловище. Уши большие. Хвост тонкий. Задние ноги длиннее передних. Передние конечности у большинства видов приспособлены для копания, с мощными когтями на II, III и IV пальцах; I и V пальцы отсутствуют либо малы и лишены когтей. II и III пальцы срастаются вместе, хотя и имеют раздельные когти. Передвигаются бандикуты скачками, подобно кенгуру. Обычно они приземляются на все четыре лапы, затем отталкиваются от земли сильными задними конечностями. Исключение составлял вымерший недавно (в 1920-е гг.) свиноногий бандикут, Chaeropus ecaudatus.
Бандикутообразные обладают двумя чертами, которые обособляют их от остальных сумчатых:
- 3 пары нижних резцов, что объединяет бандикутов с другими многорезцовыми — хищными сумчатыми.
- Синдактилия, сращение II и III пальцев, характерное для двурезцовых сумчатых (кенгуру, вомбатов и т. д.)

Эволюционное развитие и связи бандикутообразных с другими группами сумчатых пока что остаются загадкой.
Питаются бандикуты и билби (кроличьи бандикуты), в основном насекомыми; могут есть растительную пищу, изредка нападают на грызунов и ящериц. Большинство видов выкапывают пищу из земли. Ведут преимущественно ночной образ жизни. Сумка хорошо развита и открывается назад.

## Классификация
Согласно прежней классификации бандикуты и билби были разделены на два семейства — Peramelidae и Thylacomyidae. Позднее их объединили в одно семейство Peramelidae, из которого выделили несколько видов, обитающих преимущественно в Новой Гвинее. Последних объединили в новое семейство Peroryctidae. 
Согласно современной классификации в отряде бандикутов 3 семейства с 8 родами:
- Семейство Кроличьи бандикуты (Thylacomyidae)
  - Род Кроличьи бандикуты (Macrotis)
  - † Род Ischnodon[4]
- † Семейство Свиноногие бандикуты (Chaeropodidae)
  - † Род Свиноногие бандикуты (Chaeropus)
- Семейство Бандикутовые (Peramelidae)
  - Подсемейство Peramelinae
    - Род Коротконосые бандикуты (Isoodon)
    - Род Длинноносые бандикуты (Perameles)

  - Подсемейство Peroryctinae
    - Род Новогвинейские бандикуты (Peroryctes)

  - Подсемейство Echymiperinae
    - Род Колючие бандикуты (Echymipera)
    - Род Мышевидные бандикуты (Microperoryctes)
    - Род Церамские бандикуты (Rhynchomeles)